# Pałacyk myśliwski w Zawadzkiem
Pałacyk myśliwski w Zawadzkiem (niem. Jagdschloss Malepartus) – zabytkowy pałac z XIX w. w mieście Zawadzkie,  w województwie opolskim, w powiecie strzeleckim, w gminie miejsko-wiejskiej Zawadzkie.
Pałacyk myśliwski wybudowany w 1856 w kolonii Kąty przez hrabiego Andrzeja Renarda. Obiekt do 1880 był siedzibą nadleśnictwa, następnie w rękach ks. Christiana-Ernsta zu Stolberg-Wernigerode (1864–1940), żonatego z  Marią zu Castell-Rüdenhausen (1864–1942)  a od 1910  właścicielem zameczku był hr. Franz Hubert von Thiele–Winckler z Mosznej. Po II wojnie światowej budynek był w zarządzie Lasów Państwowych, od których nabyli go bracia szkolni. Obecnie jest siedzibą Domu Pomocy Społecznej dla Dzieci. Nad wejściem herby małżonków Christiana zu Stolberg-Wernigerode i Marii zu Castell-Rüdenhausen. 

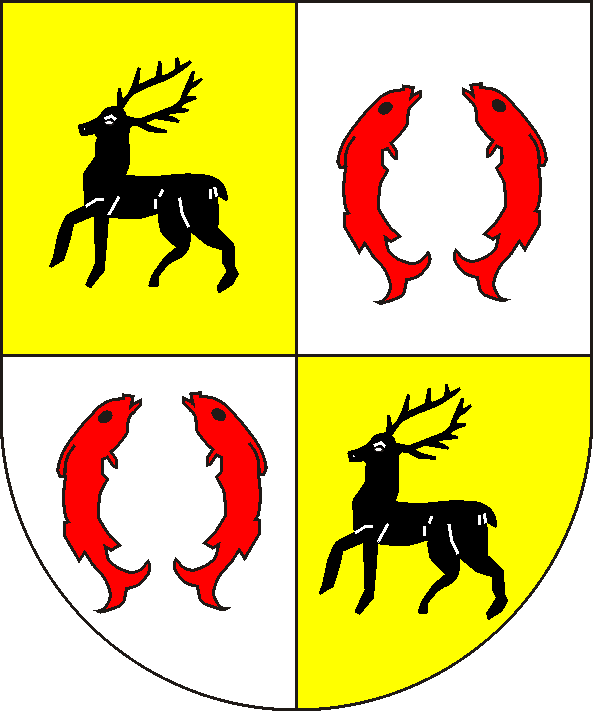
Herb Ernesta zu Stolberg-Wernigerode
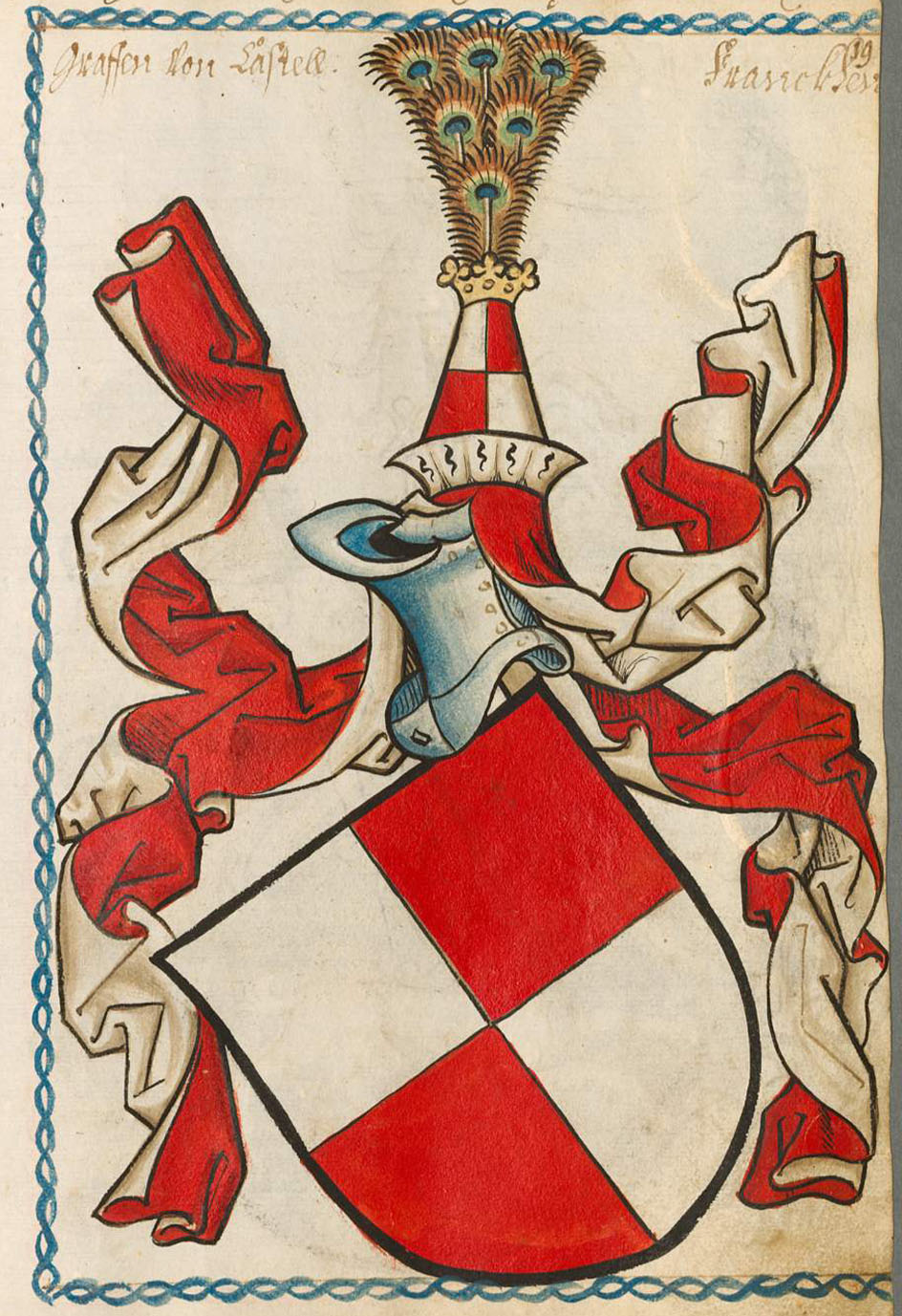
Herb Marii zu Castell-Rüdenhausen